# Stazione di Adrano Cappellone
La stazione di Adrano Cappellone è una fermata della ferrovia Circumetnea a servizio della città di Adrano.

## Storia
Nell'ambito del progetto di ammodernamento della tratta ferroviaria Paternò-Adrano, nel 2009 furono avviati i lavori di costruzione delle nuove stazioni di Santa Maria di Licodia Sud, Santa Maria di Licodia Centro (che a sua volta sostituì la stazione in superficie), Adrano Cappellone (che a sua volta sostituì la stazione in superficie), Adrano Centro (che a sua volta sostitui la stazione in superficie), Adrano Naviccia e Adrano Nord.
La stazione di Adrano Cappellone è la prima stazione della città di Adrano che si incontra provenendo da Catania, è anche quella più prossima al centro cittadino, nonché quella vicina al castello e sostituisce la storica fermata omonima, posta in superficie e distante pochi metri da quella nuova.
Essa è anche una delle quattro stazioni costruite ex-novo, previste dal programma di interramento della tratta urbana di attraversamento.
È stata inaugurata l'11 giugno del 2011, in concomitanza con quella di Adrano Centro, mentre l'entrata in esercizio è avvenuta il 19 settembre, al termine dell'interruzione programmata della linea, nonché in concomitanza con l'entrata in vigore dell'orario ferroviario invernale, sostituendo la vecchia fermata di superficie.
Questa stazione venne costruita con la predisposizione ad uso metropolitano, poiché nell'ambito dell'ampliamento delle rete ferroviaria della metropolitana di Catania è previsto che quest'ultima arrivi sino alla stazione di Adrano Nord, passando attraverso le stazioni interrate di nuova costruzione, fra cui questa.

## Strutture e impianti
La stazione di Adrano Cappellone è una fermata ferroviaria sotterranea, composta da un solo marciapiede che fiancheggia il binario di corsa.
L'accesso alla stazione avviene dal lato ovest, direttamente dalla strada esterna, accedendo direttamente alla banchina sottostante in galleria.
L'ambiente è reso vivace dalla colorazione delle piastrelle di rivestimento delle pareti, con tinte a fasce orizzontali, che vanno dal giallo tenue all'arancione.

## Servizi
La stazione è dotata di:
- Scale mobili;
- Ascensore (non attivo);
- Servizio di video sorveglianza;
- Biglietteria automatica.

## Movimento
L'offerta di treni del 2014 prevedeva 14 treni in arrivo da Catania Borgo e 13 treni viceversa. Riposto era raggiunta da 4 treni di cui uno con rottura di carico a Randazzo. Da Riposto è possibile raggiungere Adrano Cappellone solo con cambio a Randazzo; da tale località hanno origine 10 treni giornalieri che vi hanno fermata.